# روکسولیتینیب

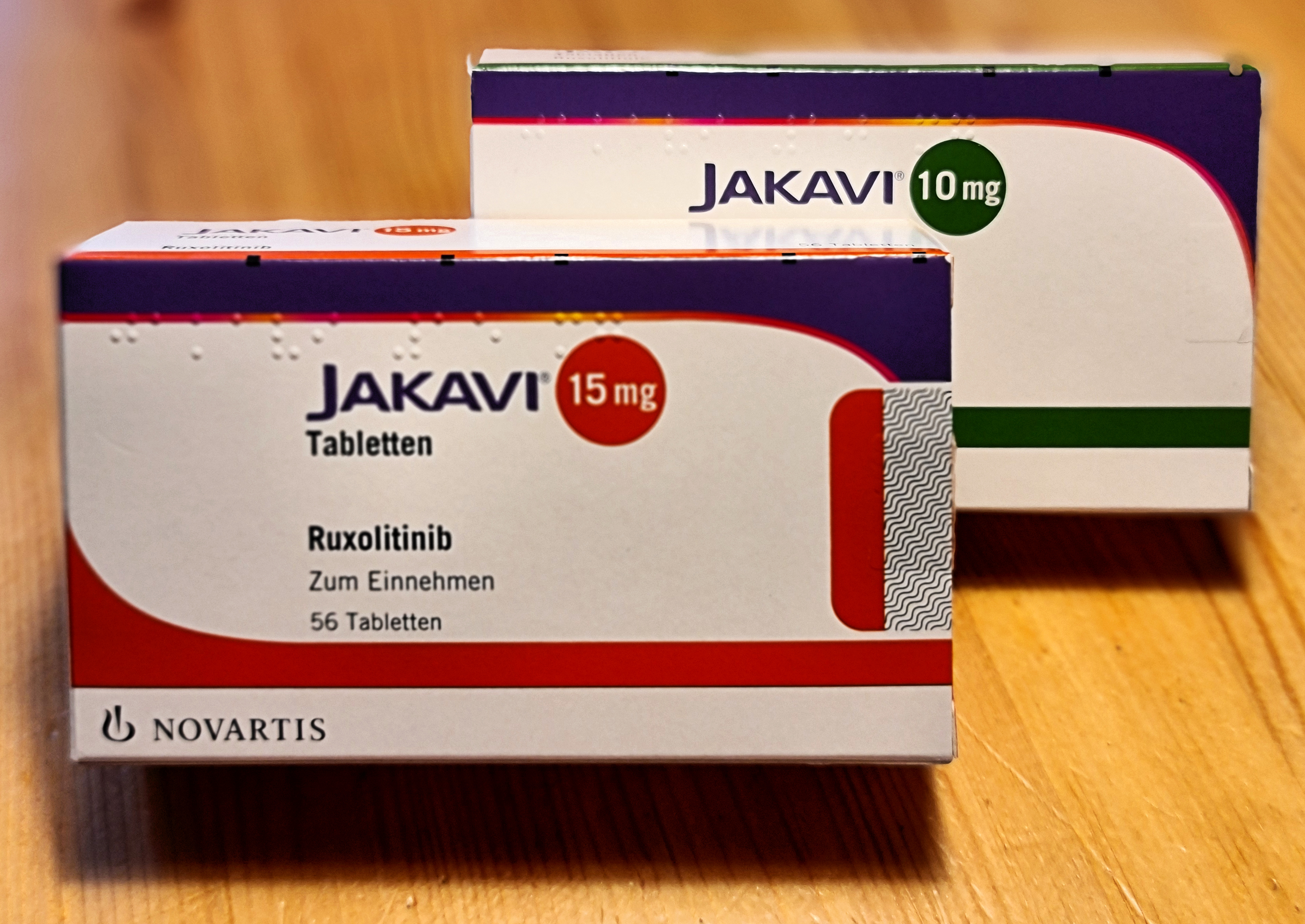
نمایی از بسته‌ قرص‌های jakavi در دو مدل ۱۰ و ۱۵ میلی‌گرمی از دارو

روکسولیتینیب (انگلیسی: Ruxolitinib), با نام‌های تجاری Jakafi و Jakavi دارویی است که برای درمان میلوفیبروز (نوعی اختلال میلوپرولیفراتیو که مغز استخوان را درگیر می‌کند) و پلی‌سیتمی ورا (در صورت شکست درمان با هیدروکسی اوره) استفاده می‌شود.

## مکانیسم اثر
روکسولیتینیب جزء ترکیبات مهارکننده جانوس کیناز است که به طور انتخابی، JAK1 و JAK2 را مهار می‌کند.

## عوارض جانبی
- ترومبوسیتوپنی (کاهش پلاکت‌های خون)
- کم‌خونی
- نوتروپنی (کاهش نوتروفیل‌های خون)
- افزایش خطر عفونت‌های مختلف[۳]
- انواع سرطان پوستی غیرملانومی
- زونا
- افزایش ترانس‌آمینازهای کبدی (AST و ALT)
- افزایش خفیف سطح کلسترول[۴]